# Audrey Tautou

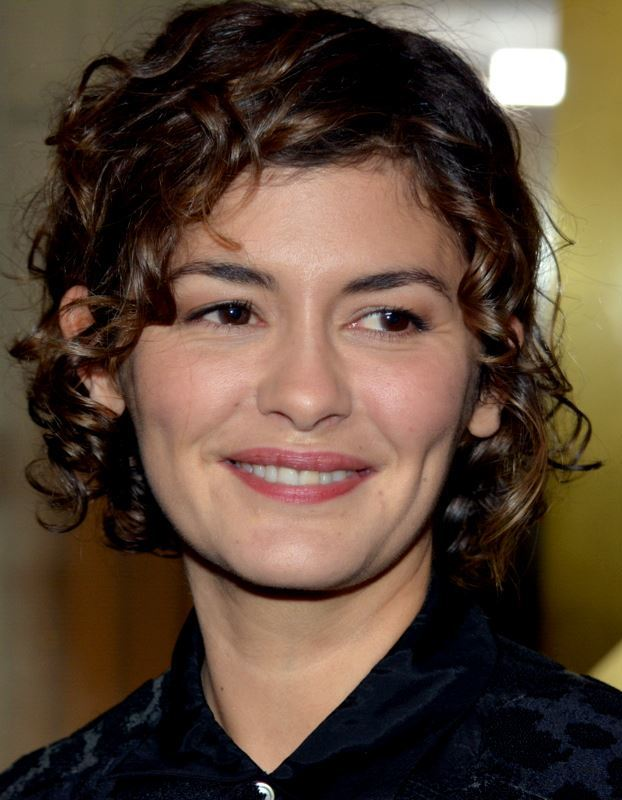
Audrey Tautou (2016)

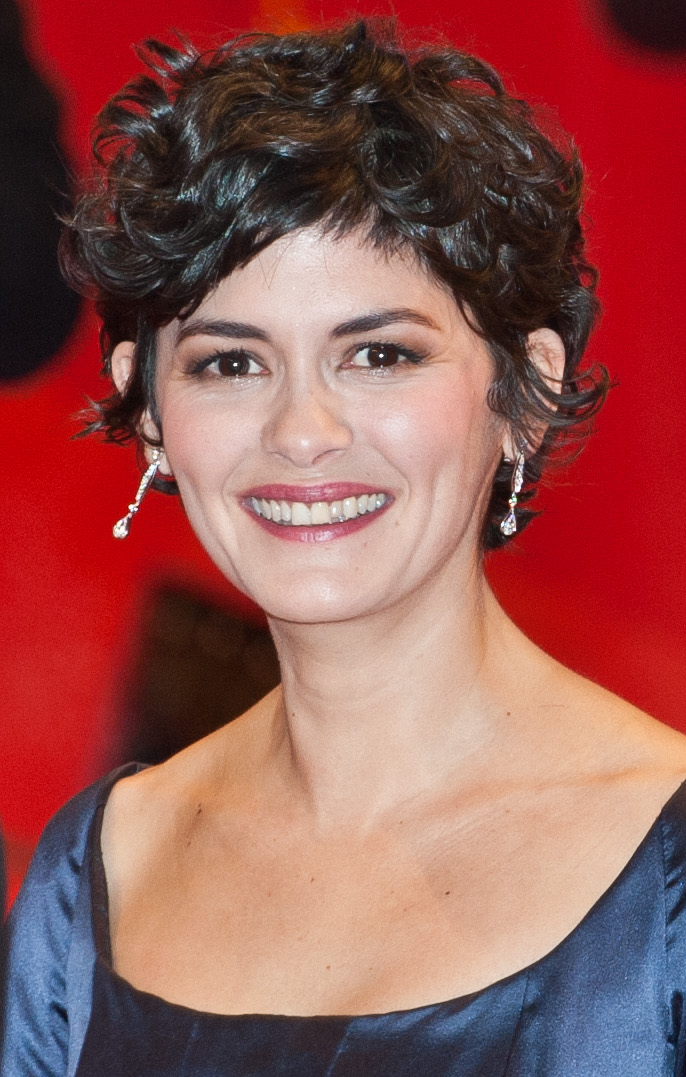
Audrey Tautou (2015)

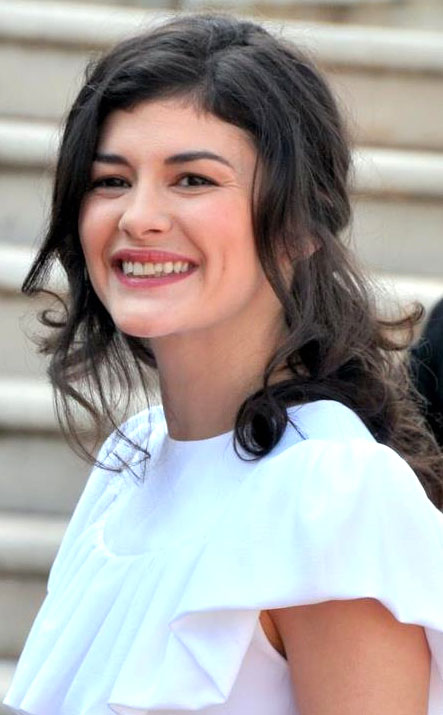
Audrey Tautou (Cannes 2012)

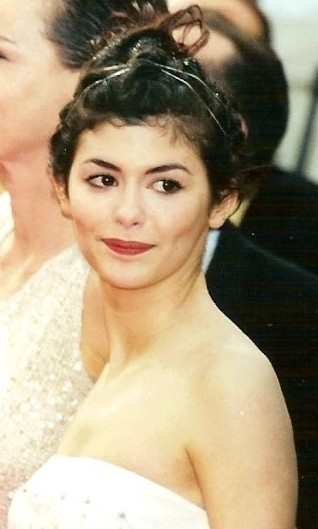
Audrey Tautou (Cannes 1999)

Audrey Justine Tautou [odˌʀɛ ʒysˌtin toˈtu] (* 9. August 1976 in Beaumont) ist eine
französische Schauspielerin. Bekannt wurde sie 1999 durch den Film Schöne Venus, zum Star avancierte sie 2001 mit Die fabelhafte Welt der Amélie. Ihr zweiter großer Erfolg wurde 2004 Mathilde – Eine große Liebe. 2009 spielte sie die Hauptrolle in  Coco Chanel – Der Beginn einer Leidenschaft.

## Leben und Karriere
Audrey Tautou, die Tochter eines Zahnarztes, wuchs in Montluçon auf. Nach ihrem mit Auszeichnung bestandenen Abitur und nachdem sie im Wettbewerb für die „Classe Libre Théâtre“ ausgewählt wurde, besuchte sie zwei Jahre den Theaterkurs Cours Florent in Paris. Nachdem sie in Kurzfilmen und französischen Fernsehserien (Julie Lescaut) mitgespielt hatte, erhielt sie eine Rolle in dem Film Schöne Venus, für die sie mit dem César ausgezeichnet wurde. Daraufhin bekam sie 2001 die Hauptrolle in Jean-Pierre Jeunets mehrfach preisgekröntem Meisterwerk Die fabelhafte Welt der Amélie.
Für ihre Darstellung der schüchternen Amélie, die beschließt, das Leben ihrer Mitmenschen zum Positiven zu verändern, wurde Tautou für den César und den Europäischen Filmpreis nominiert.
2002 spielte Tautou in Wahnsinnig verliebt eine junge Frau, die in obsessiver Liebe einem verheirateten Arzt wie eine Stalkerin folgt, obwohl dieser sie kaum zur Kenntnis genommen hat. Für den Film Mathilde – Eine große Liebe drehte sie 2004 erneut mit Jean-Pierre Jeunet. Darin spielt sie eine junge Frau auf der verzweifelten Suche nach ihrem Verlobten, der im Ersten Weltkrieg umgekommen zu sein scheint. Im Mai 2006 kam The Da Vinci Code – Sakrileg, die Verfilmung des gleichnamigen Buches, in die Kinos; für Tautou war dies, an der Seite von Tom Hanks, die erste Hollywood-Produktion.
In dem Film Coco Chanel – Der Beginn einer Leidenschaft (2009) verkörperte sie die Mode-Ikone Coco Chanel während ihrer Lehrjahre. Beinahe zeitgleich mit der deutschen Filmpremiere löste Tautou auch Nicole Kidman als Gesicht der Werbekampagne für Chanel Nº 5 ab. Beim Dreh zu dem neuen Werbespot für das Parfum führte Jean-Pierre Jeunet Regie, mit dem sie schon bei Die fabelhafte Welt der Amélie zusammengearbeitet hatte.
Audrey Tautou moderierte 2013 die Eröffnungsgala und die abschließende Preisverleihung der Filmfestspiele von Cannes. 2015 war sie Mitglied der Internationalen Jury der 65. Berlinale.
Im Februar 2019 adoptierte sie ein Mädchen aus Vietnam.
2019 zog sie sich aus der Kinobranche zurück und veröffentlichte 2024 ein autobiografisches Fotobuch.

## Filmografie (Auswahl)
- 1996: Cœur de cible (TV)
- 1997: La vérité est un vilain défaut (TV)
- 1998: Bébés boum (TV)
- 1998: Chaos technique (TV)
- 1998: Casting: Archi-dégueulasse
- 1998: La vieille barrière (Kurzfilm)
- 1999: Le Boiteux: Baby blues (TV)
- 1999: Triste à mourir (Kurzfilm)
- 1999: Schöne Venus (Vénus beauté (institut))
- 2000: Liebeslust und Freiheit (Le libertin)
- 2001: Unglaublich (Dieu est grand, je suis toute petite)
- 2001: Die fabelhafte Welt der Amélie (Le fabuleux destin d’Amélie Poulain)
- 2002: Kleine schmutzige Tricks (Dirty Pretty Things)
- 2002: Wahnsinnig verliebt (À la folie… pas du tout!)
- 2002: L’auberge espagnole
- 2003: Happy End (Nowhere to Go But Up)
- 2003: Pas sur la bouche
- 2003: Verlorene Seelen (Les marins perdus)
- 2004: Mathilde – Eine große Liebe (Un long dimanche de fiançailles)
- 2005: L’auberge espagnole – Wiedersehen in St. Petersburg (Les poupées russes)
- 2006: The Da Vinci Code – Sakrileg (The Da Vinci Code)
- 2006: Liebe um jeden Preis (Hors de prix)
- 2007: Zusammen ist man weniger allein (Ensemble, c’est tout)
- 2009: Coco Chanel – Der Beginn einer Leidenschaft (Coco avant Chanel)
- 2010: Bezaubernde Lügen (De vrais mensonges)
- 2011: Nathalie küsst (La délicatesse)
- 2012: Thérèse (Thérèse Desqueyroux)
- 2013: Der Schaum der Tage (L’écume des jours)
- 2014: Beziehungsweise New York (Casse-tête chinois)
- 2015: Mikro & Sprit (Microbe et Gasoil)
- 2016: Jacques – Entdecker der Ozeane (L’odyssée)
- 2016: Eine Nacht in Paris (Ouvert la nuit)
- 2017: Santa & Co. – Wer rettet Weihnachten? (Santa & Cie)
- 2018: Lieber Antoine als gar keinen Ärger (En liberté!)
- 2020: Jesus Rolls – Niemand verarscht Jesus (The Jesus Rolls)
- 2023: Nina und das Geheimnis des Igels (Nina et le secret du hérisson) (Stimme)

## Auszeichnungen (Auswahl)
- Europäischer Filmpreis
  - 2005: Nominierung als Beste Darstellerin (Mathilde – Eine große Liebe)
  - 2005: Nominierung als Beliebteste Darstellerin für den Jameson-Publikumspreis (Mathilde – Eine große Liebe)
  - 2001: Nominierung als Beste Darstellerin (Die fabelhafte Welt der Amélie)
- César
  - 2010: Nominierung als Beste Hauptdarstellerin (Coco Chanel – Der Beginn einer Leidenschaft)
  - 2005: Nominierung als Beste Hauptdarstellerin (Mathilde – Eine große Liebe)
  - 2002: Nominierung als Beste Hauptdarstellerin (Die fabelhafte Welt der Amélie)
  - 2000: Auszeichnung als Beste Nachwuchsdarstellerin (Schöne Venus)
- British Academy Film Award
  - 2010: Nominierung als Beste Hauptdarstellerin (Coco Chanel – Der Beginn einer Leidenschaft)
  - 2002: Nominierung als Beste Hauptdarstellerin (Die fabelhafte Welt der Amélie)
- Online Film Critics Society Awards
  - 2001: Nominierung als Bester Newcomer für Darstellung (Die fabelhafte Welt der Amélie)
- Prix Lumières (Frankreich)
  - Auszeichnung als Beste Hauptdarstellerin (Die fabelhafte Welt der Amélie)
- Sant Jordi Awards (Spanien)
  - Auszeichnung als Beste ausländische Darstellerin (Die fabelhafte Welt der Amélie)
- Chicago Film Critics Association Award
  - Auszeichnung als vielversprechendste Darstellerin (Die fabelhafte Welt der Amélie)
- Jupiter der Zeitschrift CINEMA
  - 2007: Beste Darstellerin international für The Da Vinci Code – Sakrileg
- Adenauer-de Gaulle-Preis 2004 zusammen mit Daniel Brühl